# Valeggio sul Mincio
Valeggio sul Mincio (Valés sul Méns in dialetto locale, Valéso sul Ménso in veneto) è un comune italiano di 16 046 abitanti della provincia di Verona in Veneto.

## Geografia fisica

### Territorio
Valeggio dista 27 chilometri da Verona (rispetto al capoluogo è in posizione sud-ovest) ed è attraversato dal primo tratto del fiume Mincio, il principale emissario del lago di Garda, situato alcuni chilometri più a nord.
Confina a nord con Peschiera del Garda e Castelnuovo del Garda, a est con Sona, Sommacampagna e Villafranca di Verona, a sud-est con Mozzecane e sud e a ovest con i comuni mantovani di Roverbella, Marmirolo, Volta Mantovana, Monzambano e Ponti sul Mincio.
L'area comunale, di 63,96 km², si estende dalle colline moreniche del lago di Garda a nord fino al confine meridionale con il Mantovano e la Bassa Veronese.
È attraversato anche dal canale Virgilio e dalla Seriola Prevaldesca (XVI secolo, ad opera della Repubblica di Venezia); rispettivamente alla destra e alla sinistra idrografica del Mincio, due canali irrigui che nascono dal Mincio in corrispondenza dello sbarramento artificiale nella frazione di Salionze (circa 6 km a nord del capoluogo).

### Clima
Valeggio sul Mincio gode di un tipico clima temperato umido dell'alta pianura padana e delle medie latitudini. Come nel resto della pianura circostante, gli inverni sono moderatamente rigidi, poco piovosi e con giornate di nebbia; le estati sono calde ed afose nei mesi di luglio e agosto, con temperature che possono salire oltre i 35º e precipitazioni a carattere temporalesco; le primavere e gli autunni sono generalmente piovosi. In primavera e in autunno il clima è più mite e più umido.
- Classificazione climatica: zona E[7].

## Origini del nome

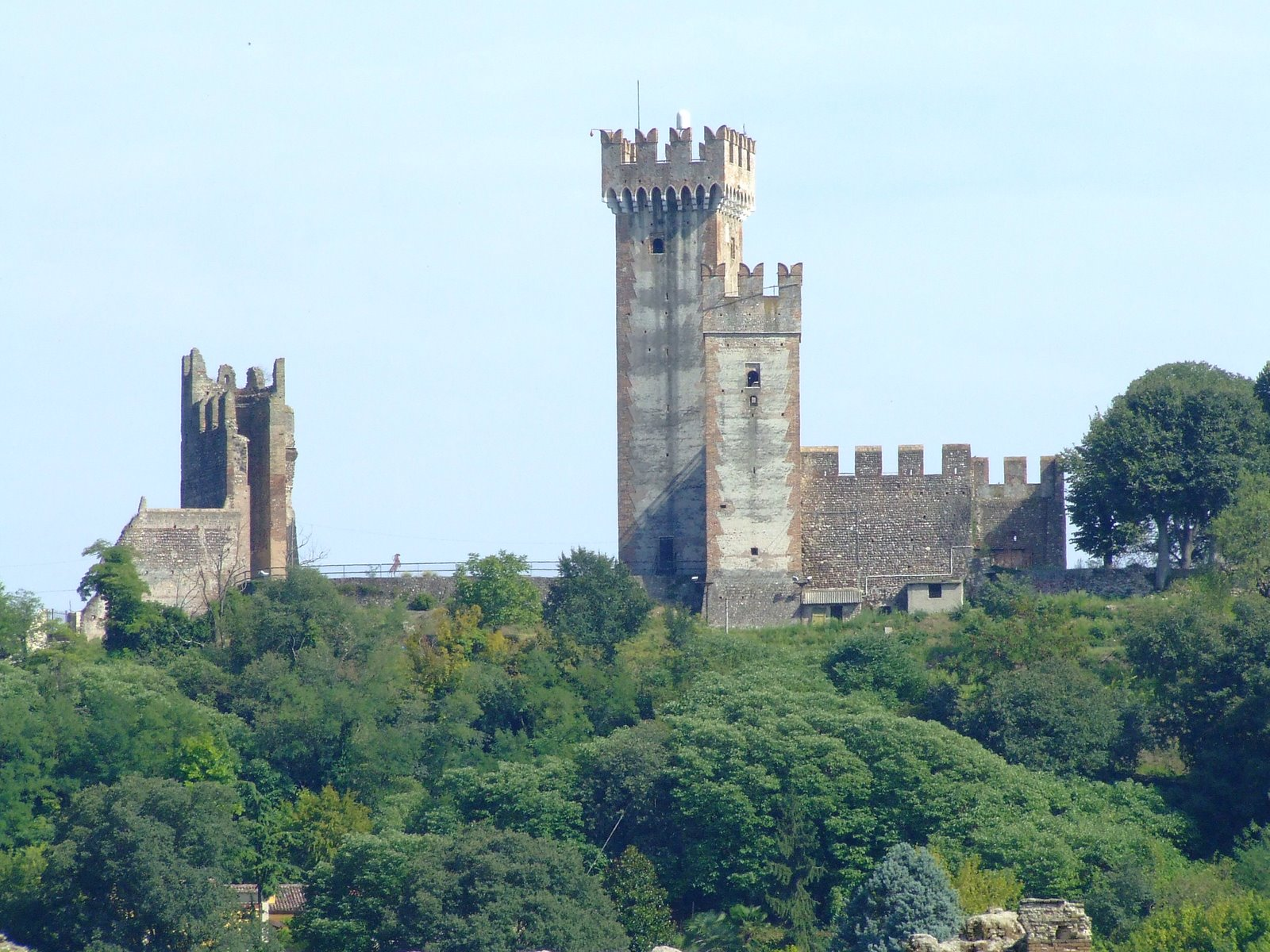
Il castello scaligero

Valeggio significherebbe "luogo pianeggiante", anche se la tradizione riferisce il toponimo a Vale dium, "Valle degli dei".

## Storia

### Storia antica
Nella valle del Mincio sono stati rinvenuti un importante insediamento dell'età del bronzo (un villaggio palafitticolo venuto alla luce durante i lavori di canalizzazione del Mincio nel 1955-56 presso l'Isolone della Prevaldesca che ha consentito la raccolta di 16 000 reperti), alcune sepolture e altri reperti risalenti all'età del ferro (rinvenuti presso Borghetto, nel 1933 fu trovata un'urna metallica della prima età del ferro) e alcuni reperti databili alla civiltà etrusca (ornamenti e gioielli trovati nella valle del Mincio). Una grande necropoli celtica, ancora in parte sepolta sotto l'odierno abitato, attesterebbe la presenza di quella popolazione tra il IV secolo a.C. ed il I secolo d.C. Nella necropoli (rinvenuta nel 1984) sono stati scoperti anche reperti e monumenti marmorei funebri di epoca romana, nonché tracce di raccordi viari colleganti il guado sul fiume con le strade consolari.

### Storia medievale
La nascita dei centri urbani di Valeggio e Borghetto è attribuibile al periodo longobardo, poiché gli stessi toponimi deriverebbero rispettivamente da luogo pianeggiante e da insediamento fortificato.
Tra la fine del X secolo e l'inizio dell'XI, il territorio valeggiano appartenne al Regno di Germania. La pieve di San Pietro fu eretta in quel periodo. Nel XII secolo sorse il monastero di Santa Maria sulle rive del Mincio, che diventerà precettoria dell'ordine dei Cavalieri templari.
Le grandi fortificazioni medievali che caratterizzano il paesaggio valeggiano, ovvero il castello scaligero, il ponte visconteo e la linea difensiva del Serraglio furono edificate fra il XIII secolo e il XIV secolo.
Nel 1405 Valeggio divenne parte della Repubblica di Venezia, perdendo nel tempo quel ruolo strategico di presidio militare di confine che aveva svolto nei secoli precedenti. Si trasformò in un fiorente centro agricolo e molitorio oltre che in un importante mercato dei bachi da seta.

### Storia contemporanea
Dopo la campagna d'Italia e la conseguente caduta della Repubblica di Venezia con il trattato di Campoformio, Valeggio entrò a far parte del Dipartimento del Benaco della Repubblica Cisalpina. A seguito dell'ulteriore espansione dell'impero francese sotto Napoleone, negli anni successivi fece parte della Repubblica Italiana e quindi del nuovo Regno d'Italia.
Con la caduta di Napoleone, il Congresso di Vienna stabilì che Valeggio entrasse nel Regno Lombardo Veneto, dipendenza dell'Impero austriaco.
Durante l'epoca risorgimentale Valeggio fu al centro delle battaglie della Prima, della Seconda e della terza guerra di indipendenza che portarono alla proclamazione del Regno d'Italia.
Nel corso della Seconda guerra mondiale fu bombardato il Monte di Borghetto (4 dicembre 1944, l'obiettivo era il ponte visconteo); il 14 febbraio 1944 durante un duello aereo cadde un velivolo B-17 americano in località Vanoni-Remelli provocando la morte del pilota (Harold Arthur Bond Jr) e di un civile (oltre a un ferito con ustioni) intento al lavoro nei campi nei pressi di un canale irriguo.

### Simboli
Lo stemma è stato riconosciuto con DPCM del 9 dicembre 1957 e rappresenta un castello di rosso a tre torri, fondato su una campagna mareggiata d'azzurro e d'argento. Il gonfalone, concesso con DPR del 27 giugno 1958, è un drappo partito di rosso e di azzurro.

## Monumenti e luoghi d'interesse

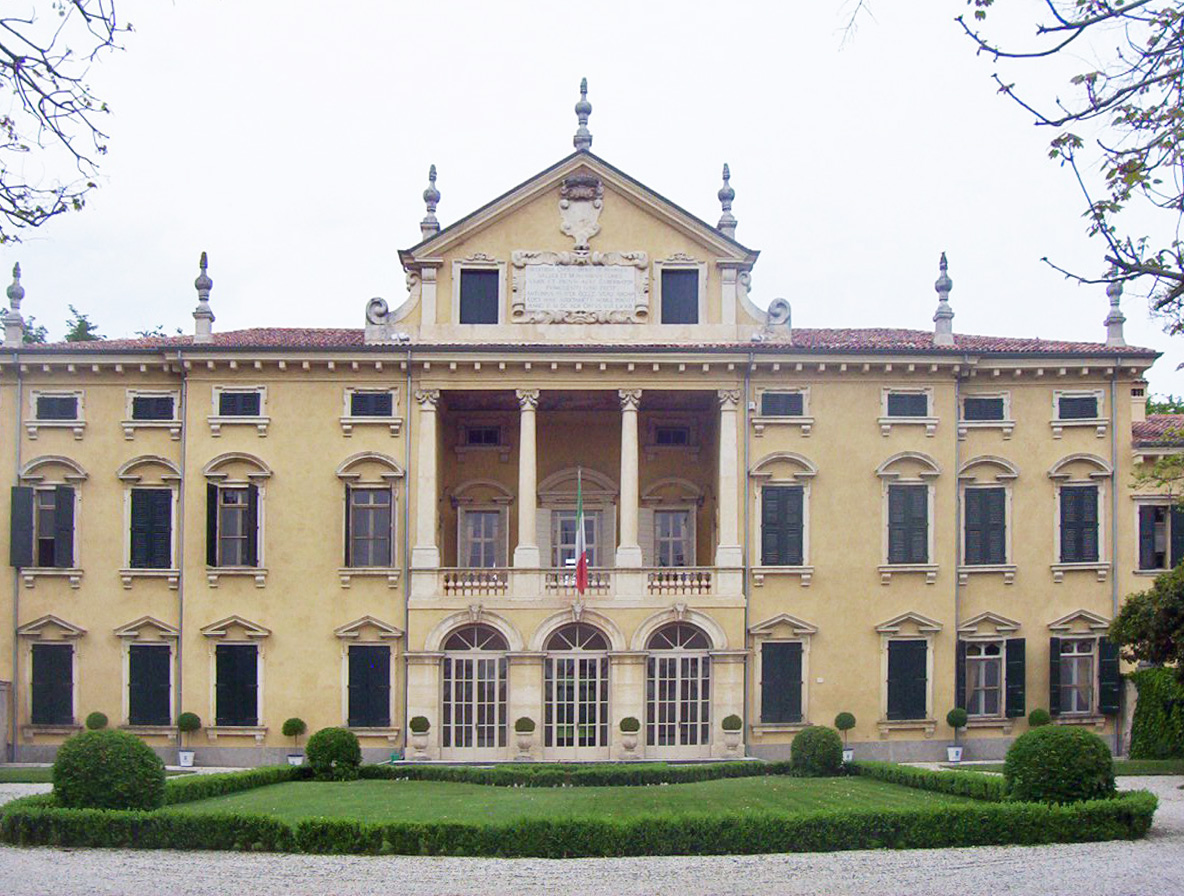
Villa Sigurtà

### Architetture religiose
- Chiesa di San Pietro Apostolo - XVIII secolo[12] costruita tra il 1760 e il 1782 e consacrata il 15 ottobre 1808 fu progettata da Adriano Cristofali. Presenta una pianta a croce latina con una navata unica e un transetto solo accennato. L'esterno è privo del previsto rivestimento marmoreo a causa dell'esaurimento dei fondi all'epoca della costruzione; l'interno conserva opere pittoriche della fine del settecento realizzate dagli allievi dell'Accademia di Pittura e Scultura fondata a Verona da Giambettino Cignaroli[13]. Del 1886 le 9 Campane alla veronese in Re3.
- Chiesa di San Marco Evangelista - XVIII secolo (nella frazione di Borghetto). Notevole il concertino di 6 Campane alla veronese in tonalità di Sib3.
- Chiesa di Santa Lucia, parrocchiale nella frazione di Santa Lucia ai Monti

### Architetture civili e parchi naturalistici
- Villa Sigurtà - XVII secolo: villa veneta costruita nel 1690, che divenne nel 1859 il quartier generale dell'imperatore austriaco Francesco Giuseppe.
- Il parco giardino Sigurtà: anticamente congiunto a Villa Sigurtà, oggi si presenta invece come proprietà indipendente. Occupa una superficie di 60 ettari ed è un parco giardino aperto al pubblico da marzo a novembre. Premiato nel 2013 come Parco Più Bello d'Italia.
- Villa Portalupi - XVII secolo
- Villa Gandini Zamboni - XVII secolo
- Palazzo Guarienti (casa del Patriota) - XVII secolo

### Architetture militari
- Castello scaligero - XIII secolo

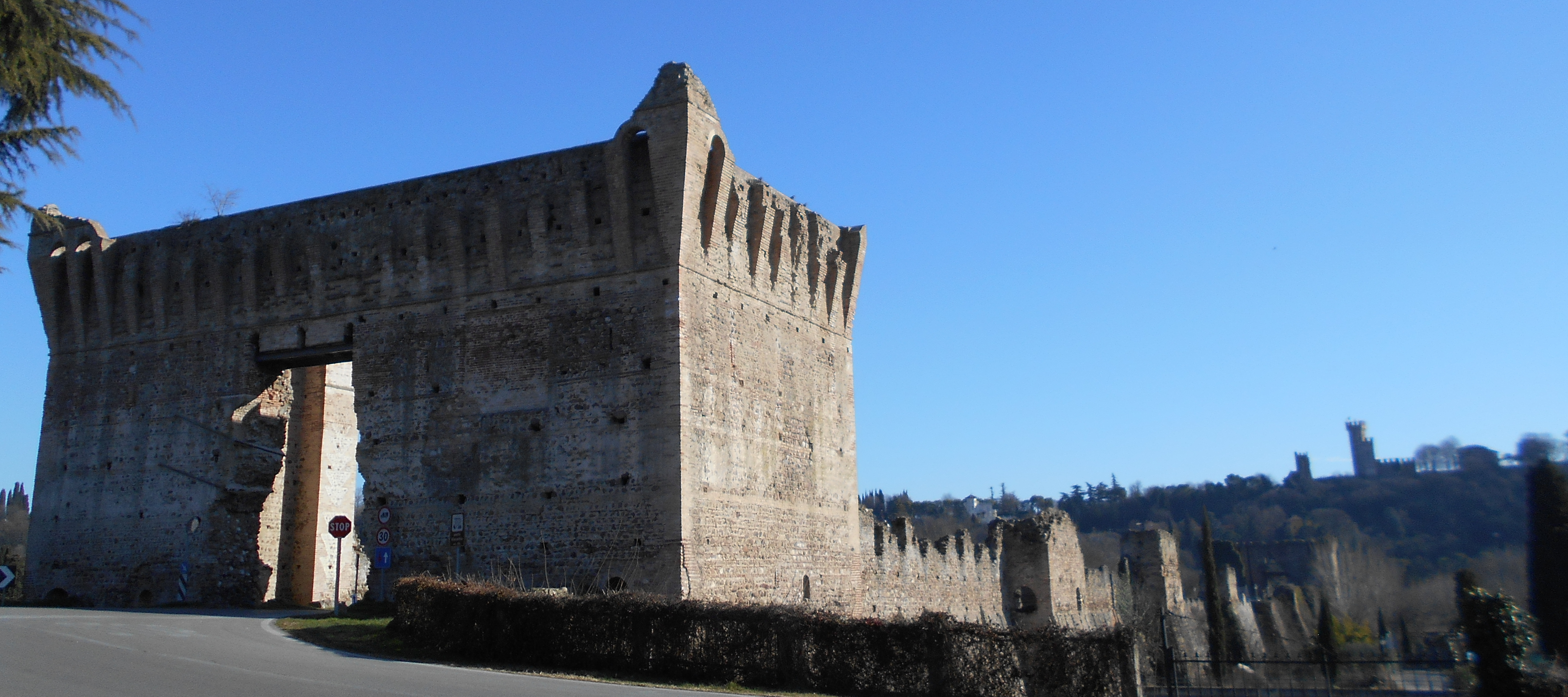
Ponte visconteo

- Ponte visconteo - XIV secolo. Diga fortificata in località Borghetto.
- Resti della grande torre campanaria scaligera - XIV secolo. Nei pressi della chiesa parrocchiale si possono vedere i resti della torre scaligera (poi diventata campanaria con un sopralzo del 1887[8]) nata come parte della linea di fortificazioni detta Serraglio che univa Valeggio con Villafranca e poi Nogarole Rocca. La torre è crollata improvvisamente il 21 gennaio 1977 alle ore 9:28[8], senza provocare alcuna vittima, ma seppellendo sotto le macerie alcune auto in sosta. Le campane sono state recuperate, ristrutturate e rimesse in funzione nella zona in cui si ergeva la torre campanaria.

## Società

### Evoluzione demografica
Abitanti censiti

### Etnie e minoranze straniere
Al 31 dicembre 2015 gli stranieri residenti nel comune sono 2 072, ovvero il 13,72% della popolazione. Di seguito sono riportati i gruppi più consistenti:
1. Romania, 936
2. Marocco, 195
3. Albania, 125
4. Moldavia, 110
5. Cina, 83
6. Polonia, 59
7. India, 54
8. Croazia, 52
9. Bosnia ed Erzegovina, 52
10. Nigeria, 44

## Cultura

### Cinema
Nel 1953 Luchino Visconti ha girato a Valeggio alcune scene del film Senso fra cui quella della battaglia di Custoza.

### Cucina
- Tortellini di Valeggio

### Eventi
- "Festa del Nodo d'Amore": si tiene nel terzo martedì di giugno, con una tavolata che attraversa tutto il ponte visconteo (lungo 650 metri) dove vengono serviti i gustosi Tortellini di Valeggio a più di 4.000 commensali;
- "Mercatino Antiquariato e Modernariato": organizzata dall' "Associazione Percorsi", si svolge dal 1994 ogni quarta domenica del mese nella piazza Carlo Alberto, ospitando più di 100 espositori di oggettistica, mobili, stampe, tappeti, monete, volumi, porcellane ed altri oggetti;
- "Rassegna cinematografica estiva": si tiene a cura dell'associazione Pro loco ogni mercoledì sera da fine giugno a fine agosto nel castello scaligero, con proiezione di una selezione di film della stagione cinematografica;
- "Antica fiera di Valeggio": si tiene il primo fine settimana di luglio, a cura dell'associazione Pro loco. È dedicata a San Pietro ed ospita orchestre di liscio, il palio delle contrade (il lunedì sera), la mostra dell'artigianato e agricoltura e stand gastronomici;
- "Valeggio Futura": concorso letterario che si svolge durante la festa delle associazioni.
- "Tortellini e Dintorni": percorso enogastronomico alla scoperta del territorio valeggiano e dell'entroterra gardesano. Tortellini e Dintorni offrirà per tre giorni la possibilità di conoscere e gustare il cibo più prelibato e particolare che Valeggio sul Mincio destina alla tavola: dai tortellini, ovviamente in primis quelli di carne, alla torta delle rose, al dolce Valeggio, alle pesche locali. L'incontro con i vini Doc "Bianco di Custoza" e "Bardolino" completerà il percorso di degustazione, realizzato con il coinvolgimento attivo dei pastifici artigiani, dei ristoranti, delle cantine, delle pasticcerie e di tutti gli operatori del settore.
- "Valeggio veste il vintage": dal 2009 la seconda domenica dei mesi di Maggio e Ottobre, la manifestazione si svolge nella piazza principale del paese ed accoglie oltre 60 espositori che trattano esclusivamente articoli vintage come vestiti, scarpe, vinili, occhiali da sole e accessori di modernariato. Durante l'arco della manifestazione, nel municipio del paese viene allestita una mostra riguardante il mondo del vintage e nella piazza gruppi musicali immergono i visitatori nel mondo del vintage.
- Festival del Teatro della Scuola: si svolge ogni anno tra aprile e maggio. Accoglie gruppi teatrali scolastici provenienti dalle scuole della Provincia di Verona ed anche dal resto d'Italia. Ottima occasione per assistere a veri spettacoli scolastici.

## Geografia antropica

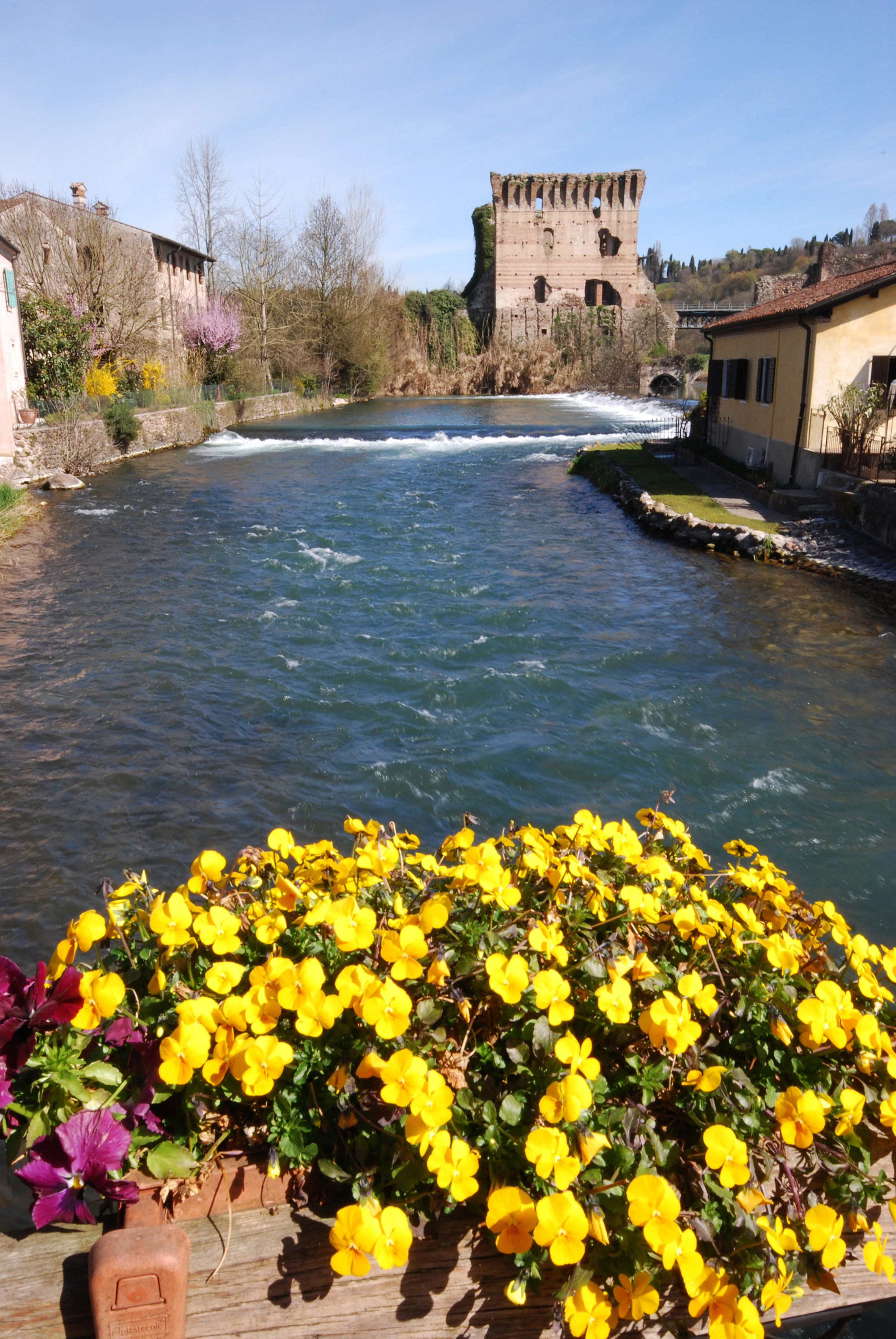
Scorcio di Borghetto

Valeggio presenta la seguenti località:
- Borghetto, a ovest del fiume Mincio; comprende a sua volta le borgate di Ariano, Frati, Gobbini e Monte Borghetto;
- Vanoni-Remelli, nella parte meridionale del territorio comunale;
- Santa Lucia ai Monti, sulle modeste alture a oriente del centro abitato;
- Salionze, che è la frazione più popolosa e sorge a settentrione del capoluogo comunale, in direzione del lago di Garda. Deve il suo nome a san Leone Magno o san Leontio, infatti sembra che nelle vicinanze della frazione, sulle rive del fiume Mincio, sia avvenuto l'incontro tra Attila, re degli Unni, e lo stesso pontefice. A seguito dell'incontro, Attila cessò le sue scorrerie nel nord Italia e fece ritorno in Pannonia. Ogni anno, a luglio, ha luogo una rievocazione storica dell'incontro tra il papa ed il re degli Unni.[16]

## Economia
L'economia si basa soprattutto sull'agricoltura, ma sono presenti anche attività artigiane ed industriali. Nel dopoguerra si è rinforzata l'attività turistica, con una massiccia presenza di ristoranti che hanno come prodotto gastronomico di punta il tortellino di Valeggio sul Mincio.
Valeggio è parte dell'area di produzione vinicola del Bianco di Custoza del Bardolino Doc e del Garda Doc. Sul suo territorio sono sempre più presenti cantine vinicole e pastifici artigiani che sfruttano il nome dei prodotti della zona.

## Infrastrutture e trasporti
La stazione di Valeggio sul Mincio e la fermata di Salionze sorgevano lungo la ferrovia Mantova-Peschiera, attiva fra il 1934 e il 1967.
Il comune è attraversato dalla SR249 che lo collega a nord al lago di Garda e a sud con la provincia di Mantova.
È collocato a metà strada fra due importanti arterie autostradali italiane: l'autostrada Serenissima, con uscita Peschiera (10 km) e l'Autobrennero, con uscita Nogarole Rocca (15 km).

## Amministrazione
| Periodo        | Periodo        | Primo cittadino    | Partito                                                                              | Carica                  | Note            |
| -------------- | -------------- | ------------------ | ------------------------------------------------------------------------------------ | ----------------------- | --------------- |
| giugno 1985    | agosto 1990    | Luciano Terleth    | Democrazia Cristiana                                                                 | Sindaco                 | [ 17 ]          |
| agosto 1990    | settembre 1991 | Luciano Terleth    | Democrazia Cristiana                                                                 | Sindaco                 | Giunta decaduta |
| settembre 1991 | aprile 1995    | Luigino Rigo       | Democrazia Cristiana                                                                 | Sindaco                 | [ 19 ]          |
| aprile 1995    | giugno 1999    | Fausto Sachetto    | FI, eletto con lista civica                                                          | Sindaco                 | [ 20 ]          |
| giugno 1999    | giugno 2004    | Fausto Sachetto    | FI, eletto con lista civica di Centro-destra                                         | Sindaco                 | [ 21 ]          |
| giugno 2004    | giugno 2009    | Albino Pezzini     | Lega Nord - Civiche                                                                  | Sindaco                 | [ 22 ]          |
| giugno 2009    | maggio 2014    | Angelo Tosoni      | Lega Nord - Civiche                                                                  | Sindaco                 | [ 23 ]          |
| maggio 2014    | maggio 2019    | Angelo Tosoni      | Lega Nord - dal 2015 Fare! - dal 2018 FdI, eletto con lista civica "Valeggio Domani" | Sindaco                 | [ 24 ]          |
| maggio 2019    | dicembre 2023  | Alessandro Gardoni | Lista civica "Valeggio in Comune"                                                    | Sindaco                 | [ 25 ]          |
| dicembre 2023  | giugno 2024    | Lucrezia Loizzo    |                                                                                      | Commissario prefettizio | [ 26 ]          |
| giugno 2024    | in carica      | Alessandro Gardoni | Lega, FdI, Forza Italia, liste civiche                                               | Sindaco                 | [ 27 ]          |

### Gemellaggi
- Ichenhausen
- Sankt Johann in Tirol[senza fonte]